# نهال بينجيشو
نهال بينجيشو كاراجا (بالتركية: Nihal Bengisu Karaca)‏ (ولدت في عام 1972 في مدينة أنقرة) صحفية وكاتبة تركية.
ولدت نهال بينجيشو في مدينة أنقرة عام 1972 وهي تعد ابنة لأب جراح ولد في مدينة كوموتيني باليونان. وأنهت نهال تعليمها الثانوي بمدرسة المهني الدينية الثانوية في قيصري وتخرجت من كلية الحقوق بجامعة مرمرة. وعملت نهال في مجلة «العمل» حيث أنها صُدرت في عام 1994. وخلال عامي 1995- 1996 عملت بالبرامج وتأليف نصوصها لفترة وجيزة. وفي أواخر عام 1996 انتقدت الفن السينمائي من خلال منصبها كرئيسة تحرير الثقافة والفنون بمجلة «العمل». وكتبت عن الثقافة والأدب والمقابلات والملفات المرتكزة على المجتمع. وفي عام 2002 بدأت نهال بينجيسو العمل بجريدة «الوقت» وواصلت نقدها للفن السينمائي في صفحة الثقافة والفنون بالجريدة. وأصبحت نهال رئيسة تحرير ملحق يوم الأحد، وبعد ذلك بدأت في كتابة مقالات بالعمود في صفحة التعليقات بالجريدة. ومنذ عام 2005 كتبت في المجلة الإخبارية الأسبوعية «التيار الجديد».
و في عام 2007 أثارت نهال بينجيسو العديد من ردود الأفعال وذلك بسبب مقالة " ملاحظات على عطلة خفية " والتي كتبتها في صحيفة راديكال. وبناءً على ذلك أجرت كاتبة بصحيفة الحرية تُدعى " عائشة عرمان " حديثاً صحفياً مع نهال بينجيشو. وفي عام 2009 عقب إرسال عائشة عرمان رسالة تعزية لنهال بينجيسو بسبب وفاة أبيها أجرت مرة أخرى مقابلة جديدة مع نهال مكونة من جزئين بعنوان " ممثل مقاطعتين مختلفتين ". وفي شهر فبراير عام 2009 كتبت الكاتبة أخر مقال بجريدة «الوقت» ثم انتقلت إلى جريدة " الأخبار التركية.
و عقب انتقال نهال بينجيشو إلى جريدة «الأخبار التركية» قد قارنوا بينها وبين الكاتب أحمد هاكان. وعقب كتابتها لمقالة بعنوان «صورة انتقادية لإمرأة ضحية» في أول شهر لها بجريدة «الأخبار التركية» علقت نهال على الانتقادات الحادة الموجهة لها وإضطرارها على التنازع مع بعض الكتاب في الجريدة نفسها في الشكل الآتي «لا أعتقد بأنني أستحق هذا. فأنا غاضبة ومستاءة للغاية». وكتبت نهال بينجيشو مقالاً جديداً بعنوان «الصور الانتقادية الأخرى للمرأة الضحية». ولاتزال تكتب الكاتبة مقالات بالعمود في صحيفة «الأخبار التركية». وأجرت نهال بينجيشو بحثاً بعنوان «الفتاة الرئيسة للفيلم الكبير: حواء» وذلك في الكتاب المسمى «كان هناك امرأة» وألفت أيضاً كتاب نُشر بعنوان «يقوم بالطبخ في البركان، يقدم الطعام بالطوطم».

## وصلات خارجية
•	مقالات نهال بينجيشو بالعمود في صحيفة الوقت.
•	أول مقابلة مع عائشة عرمان ، 26.08.2007
•	المقابلة الثانية مع عائشة عرمان ، 18.01.2009
•	متابعة المقابلة الثانية مع عائشة عرمان ، 19.01. 2009
•	المقابلة التي عٌقدت في ميديا كات أونلاين ، 06.07.2009